# Херенталс
Херенталс (Herentals) — город в Бельгии (во Фландрии), провинция Антверпен.

## Общие сведения
Население города около 26 000 человек. В городе расположены научный музей воды Hidrodoe и крупная шоколадная фабрика. Есть также несколько исторических зданий, включая ратушу, древние городские ворота.

## Транспорт
Железнодорожная станция на линии Антверпен — Лир — Херенталс — Мол — Хасселт/Веерт. Также город связан с Лиром и другими окрестными населенными пунктами сетью автодорог. Вблизи находятся международный и национальные аэропорты Бельгии — Брюссель и Антверпен. От Антверпена город отделяют 30 км, от Брюсселя — 48 км. В 18 км от Херенталса расположен город Тюрнхаут.

## Города-побратимы
- Германия Альпен
- Франция Кон-Кур-сюр-Луар
- Нидерланды Эйсселстейн

## Известные жители
- Петер Мемиус (1531—1587), ректор университета в Ростоке
- Пауль Хереджерс (р. 1962), велогонщик
- Йохан Верстрепен (р. 1967), велогонщик
- Курт Ван Де Вувер (р. 1971), велогонщик
- Эрвин Вервекен (р. 1972), велогонщик
- Марио Аэртс (р. 1974), велогонщик
- Гирт Омлуп (р. 1974), велогонщик
- Барт Велленс (р. 1978), велогонщик
- Юрген Ван Дер Брёк (р. 1983), велогонщик
- Гвендолин Хореманс (р. 1987), волейболистка
- Ваут ван Арт (р. 1994), велогонщик